# ADEPT (Prozessbeschreibungssprache)

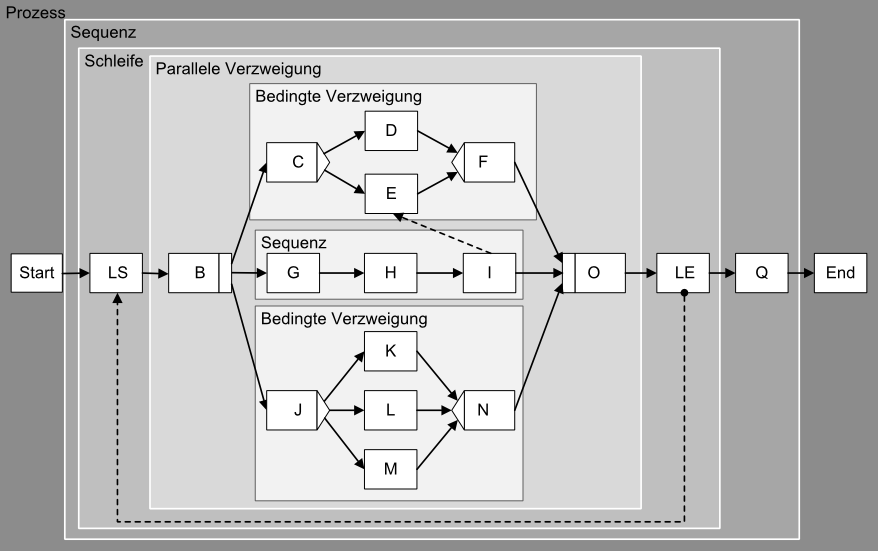
Darstellung aller Kontrollfluss-Konstrukte des ADEPT-Basismodells

ADEPT ist eine Sprache (Prozess-Metamodell) zur Beschreibung von Geschäftsprozessen, welche direkt von IT-Systemen ausgeführt werden können. ADEPT wird seit 1997 an der Universität Ulm entwickelt. Der Name ist ein Akronym für „Application DEvelopment based on pre-modeled Process Templates“, wird heute jedoch eigenständig verwendet.
Ein ADEPT-Prozessmodell ist ein gerichteter Graph mit symmetrischer Blockstruktur. Der Prozess selbst, sowie auch jeder Block innerhalb des Prozesses, besitzt genau einen Start- und genau einem Endknoten. Als Blockkonstrukte stehen Sequenzen, Schleifen, sowie bedingte und parallele Verzweigungen zur Verfügung. Die einzelnen Blöcke dürfen ineinander verschachtelt werden, dürfen sich jedoch nicht überlappen. Da es Geschäftsprozesse gibt, die nicht alleine mit diesen Konstrukten modelliert werden können, bietet ADEPT sog. Synchronisationskanten an. Mit Hilfe einer Synchronisationskante kann die Reihenfolge zweier Knoten festgelegt werden, die sich in unterschiedlichen parallel verlaufenden Zweigen befinden.
Der Übersichtlichkeit halber können Prozessmodelle hierarchisch strukturiert werden. Die Transformation von beliebigen Blöcken eines Prozesses in einen Subprozess ist ebenso möglich wie die Transformation eines Subprozesses in einen Block des ihm übergeordneten Prozesses.
Um Daten zwischen Prozessschritten auszutauschen, werden in ADEPT Datenelemente verwendet, die innerhalb eines Prozesses zur Verfügung stehen. Aufgrund dieser prozessweiten Sichtbarkeit besitzen Datenelemente einen Namen, der innerhalb des Prozesses eindeutig ist. Sie werden über sog. Datenkanten mit den Knoten verbunden.

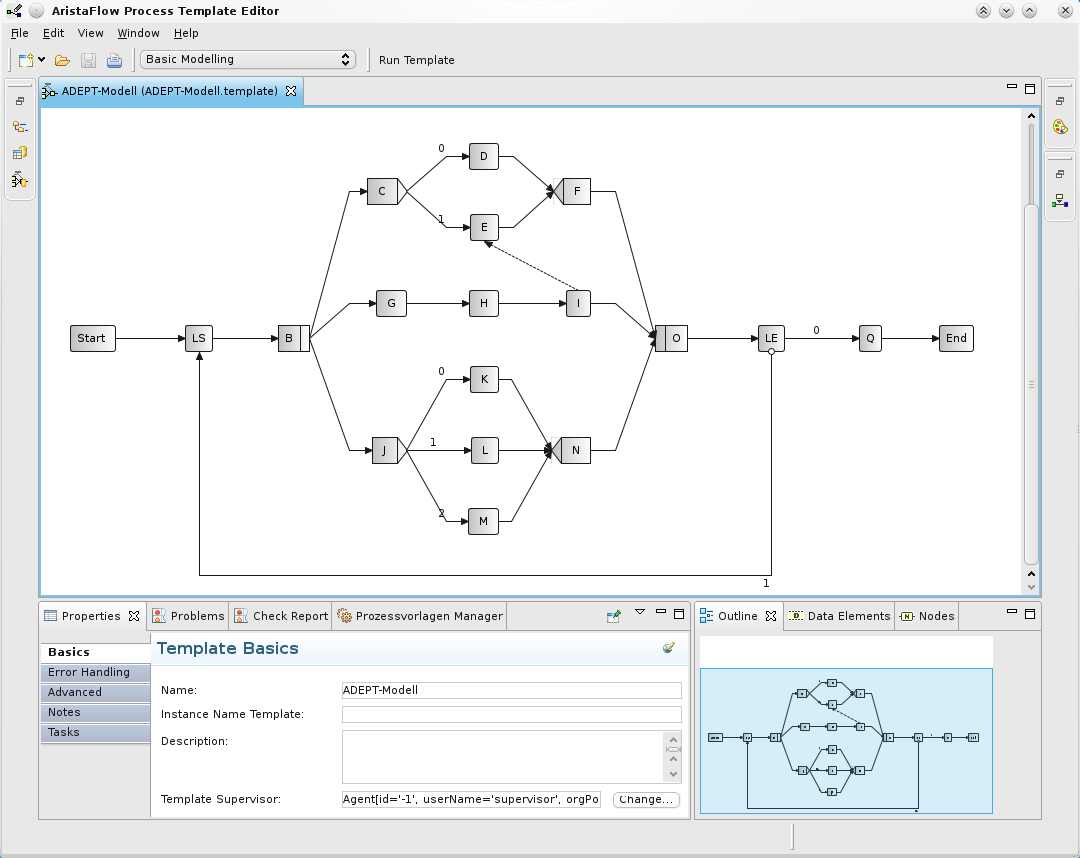
Verwendung des ADEPT-Metamodells in der AristaFlow BPM Suite